# تايني تون أدفانتشرز كارتون وركشوب
تايني تون أدفانتشرز كارتون وركشوب (بالإنجليزية: Tiny Toon Adventures Cartoon Workshop)‏ ، هي لعبة فيديو من إنتاج ونشر شركة كونامي اليابانية، صدرت حصراً في الولايات المتحدة عامي 1992 ونشرت في أوروبا عام 1993م، وهي من نوع تعليمي.